# 夕張市立夕張中学校
夕張市立夕張中学校（ゆうばりしりつ ゆうばりちゅうがっこう）は、北海道夕張市にある公立の中学校。

## 概要
夕張市の財政再建計画に基づき、夕張市内の中学校を1校へ統合する形で旧・夕張市立清水沢中学校を改修し、2010年4月に開校した。
財政再建計画では夕張市立幌南中学校、夕張市立清水沢中学校、夕張市立千代田中学校、夕張市立緑陽中学校の4校を1校へ統合するとし、段階的に統合が行われた。
同名の中学校としては2代目であり、初代は2005年に閉校している。
校歌は『われらが大地に光あれ』（土井義次・作詞、深井尚子・作曲）。

## 沿革
- 2007年1月 - 夕張市財政再建計画で夕張市内4中学校（幌南、清水沢、千代田、緑陽）を1校へ統合する方針となる。
- 2008年3月 - 夕張市立幌南中学校が閉校し、夕張市立清水沢中学校へ統合。
- 2010年4月 - 夕張市立清水沢中学校、夕張市立千代田中学校、夕張市立緑陽中学校を統合して夕張市立夕張中学校が開校。